# Топуз, Генрих Владимирович
Генрих Владимирович Топуз (до 1993 года Генрих Вельвелевич Топуз; 22 сентября 1916, Одесса — 29 октября 1999) — архитектор, художник, реставратор, педагог, Почётный член Украинской академии архитектуры

## Биография
Родился 9 февраля (по старому стилю) 1916 года в семье одесского мещанина, инженера-строителя, художника и предпринимателя Велвела Лейбовича Топуза (1883—?) и Гитель Элевны Топуз (в девичестве Штейнбарг, 1885—?), дочери аккерманского Бессарабской губернии мещанина, заключивших брак в Одессе 26 декабря 1907 года.
С пяти лет проходил обучение в частной художественной школе Юлия Рафаиловича Бершадского — ученика И. Е. Репина, у которого ранее обучался и отец Генриха.
В 1924 году поступает в первый класс общеобразовательной школы № 4, в которой обучается 4 года.
В 1928 году проходит обучение в школе фабрично-заводского ученичества при заводе Гена, где в качестве ученика кузнеца помогает гнуть ножи плугов и сеялок. Через год Генрих Топуз перешёл в ФЗУ строителей, где становится учеником известного мастера альфрейного искусства и художника и художника Густава Томашевского, работавшего вместе с А. О. Бернардацци. Вместе с наставником принимал личное участие в реставрации росписей Оперного театра и Филармонии.
По окончании ФЗУ Топуз начинает работать художником-мультипликатором на Одесской кинофабрике Всеукраинского фотокиноуправления, а затем художником-декоратором в клубе кожевенников.
В 1933 году поступает на вечерний рабочий факультет Одесского института гражданского и коммунального строительства, через год был зачислен на 1 курс архитектурного факультета. В период обучения на факультете учителями Генриха Топуха стали Ф. А. Троупянский, О. Д. Зейлигер, Л. М. Чернигов, М. И. Линецкий, В. И. Кундерт, Н. М. Каневский, Я. С. Гольденберг, Г. М. Готгельф.
В 1940 году, ещё до окончания института, по результатам выполненных архитектурных проектов Генрих Топуз и его супруга Зоя были приняты в Союз архитекторов. После защиты дипломных работ и получения звания архитектора в 1940—1941 году работали в Архитектурно-проектной мастерской при ОИГКС. За этот короткий период Г. Топуз участвовал в подготовке технической документации и рабочих чертежей по реконструкции гостиниц «Лондонская» и «Красная».
В 1941 году архитектор с семьей переезжает в Уфу, где принят на работу в Институт языка и литературы АН УССР, где состоялось знакомство Топуза с киевским архитектором Владимиром Заболотным. В Башкирии принимает участие в оформлении «Окон ТАСС», иллюстрируя стихи и тексты П. Тычины, М. Рыльского, В. Сосюры, Н. Рыбака. Помимо этого Г. Топуз создает множество рисунков и акварелей с видами Уфы, природы Урала и портретов современников. Более десятка живописных работ Генриха Топуза были приобретены и выставлялись в уфимском художественном музее, а автор был принят в Союз художников БАССР.
В творческом союзе с опытным одесским архитектором В. Л. Фельдштейном, при участии известных одесских скульпторов профессора Г. С. Теннера и заслуженного деятеля искусств Украины Э. М. Фридмана, профессора живописи Л. Е. Мучника, Генрих Топуз проектировал и осуществил строительство самого значительного в эти годы административного здания башкирской столицы — обкома партии (ныне — здание национального музея Республики Башкортостан). За эту работу, как основной автор, он был награждён Почётной грамотой Президиума Верховного Совета БАССР.
После освобождения Одессы Г. Топуз откомандирован в Одессу для осуществления работ по её восстановлению. С июля 1944 года он приступил к работе в Областной проектировочной конторе, которая впоследствии переименовывалась в Горпроект, Одеспроект, Облпроект, а с 1955 года — Одесский филиал Гипрограда, где в общей сложности проработал 33 года, занимая должность руководителя архитектурно-планировочной мастерской № 1 — главного архитектора проектов. В первые годы после войны Г. Топуз занимался восстановлением и реконструкцией издания Горсовета на Думской площади, Дворца моряков, проектировал Музей морского флота, генеральный план селекционного института, ряд санаториев Одессы.
В начале 1950-х проектирует жилые дома в районе Ластовой площади и Ушаковой Балки на Корабельной стороне Севастополя (построены).
После открытия в 1971 году нового Архитектурного факультета ОИСИ Генрих Владимирович более 20 лет ведет педагогическую деятельность в институте.
В 1993 году Генрих Топуз переезжает сначала в Австралию, а после в Израиль, где продолжает рисовать и принимать участие в выставках.
Генрих Владимирович Топуз скончался 29 октября 1999 года.

## Творческое наследие
При непосредственном участии Генриха Топуза в разные годы в Одессе были возведены знаковые сооружения: театр музыкальной комедии; памятник Неизвестному матросу; памятник Т. Г. Шевченко в парке имени Т.Шевченко; жилой дом для моряков китобойной флотилии «Слава» на углу Дерибасовской и Екатерининской улиц; общежитие для мореходного училища на углу Канатной и Успенской улиц; дом профсоюзов на Куликовом поле; три 10-этажных жилых башенных дома на Комсомольском (ныне — бульвар Михаила Жванецкого) бульваре для моряков Черноморского морского пароходства и многое другое. Топуз принимал участие в реставрации исторических одесских зданий.
Художественное наследие Г. В. Топуза составляет большое количество графических листов и акварелей. Основной темой многих графических работ художника является Одесса.